# 破産者マップ事件
破産者マップ事件（はさんしゃマップじけん）は、2019年3月にインターネット上で起きた事件。
『破産者マップ』と称するウェブサイトの運営者が、破産・再生手続決定から免責・再生開始に至った者を個別的・断続的に掲載している官報の破産者や再生債務者情報を包括的・網羅的に収集し、データベース化させ、Google マップに関連付け設定を施し、Googleマップ上に破産・再生手続きした者の住所の上にピン（目印）を挿入するなど容易に可視化させるサイトを実験的に開設した。しかし、破産者等を一元化させるこのサイトの設立に対し、プライバシー権への侵害や社会的評価を低下させることによる名誉を毀損させる行為であるなど、次第に物議を醸し、2019年3月にはこれを問題視するメディアも出てくるなど報道が過熱し、これを受けて被害対策弁護団が結成される事態にまで発展した。最終的には後述の理由からサイトは閉鎖した。

## 事件の経緯
2019年3月15日頃、破産者マップの情報が公開されたことでネットを中心に炎上騒ぎとなる。これ以降、サーバーがたびたび不安定になるほどアクセス数を伸ばし、翌16日には1時間当たり230万アクセスに達する程であった。19日になり、運営者が自身のTwitterアカウントで謝罪を行うとともに、サイトを閉鎖した。

## サイト運営者の動機・主張
「破産マップの係長」と称する破産者マップの運営者は、公式Twitter上にて、
1. 官報の情報は、図書館や大学・インターネット上で誰もが自由に知ることの出来る情報であるが、
2. 官報の記載は個別的・断続的に公開されることから、それらの情報を国民が知るには利便性に欠けるため、
3. 表現方法を変える（破産者マップ上にてグーグルマップと関連付けさせて公開することで可視性を高める）ことで、破産者情報が固有として持つ本質的な価値（地域の一般市民が近隣の破産者を援助できる、という運営者が個人的に見出している価値のこと）を引き出せるのではないか、

という動機から破産者マップを公開したことを説明している。
「破産者の社会的評価を低下させ名誉を毀損させている」との意見に対しては、破産者情報が本来的に官報により公開される情報であることを理由に、専らサイト上での公開によって名誉が毀損されるものではないと反論しており、「プライバシー権への侵害となっている」との意見については沈黙を貫いている。他方で、当初の予定以上に反響が大きく、また、後述の第三者による詐欺事件に対して結果的に加担したことなどを踏まえ、「期待する使われ方と違う使われ方をされていると聞いて、とても悲しい気持ちでいっぱいです。もしあなたの隣人が困っていたら、ぜひ助けてあげてほしいと思います」と主張しており、社会的混乱に対する当惑をみせた。
その後、最終的には「関係者に辛い思いをさせた」としてサイト閉鎖を決断した。サイト閉鎖にあたり、模倣犯による類似サイトの設立防止を理由に、当面の間はドメインの保持を維持することを表明した。

## 二次被害
破産者マップでは公式に、氏名や住所、身分証明書の写しや破産に至った事情（200文字以上）を破産者に提示させることと引き換えに、破産者マップから情報を削除する審査を受けることができる旨の制度を設け、運営者による独自の審査に通った場合にのみマップ情報の非開示に応じるとしていた。しかしこれらの制度を悪用し、悪意のある第三者が「削除申請は有料である」として、条件に加え更に金銭を要求することで利益を得ようとする詐欺事件が発生した。当該詐欺事件については、サイト運営者が自らのTwitterアカウントで一切の支払いをしないよう呼びかける旨のツイートを公表しており、サイト運営者としてもサイトが当初の期待していたものとは異なる使い方をされたことについては遺憾の意を表明した。

## 破産者マップへの批判
プライバシー権や名誉権の侵害が生じる、破産法の趣旨に反する、破産者マップの公益性あるいは公共性を否定するなど、複数の弁護士が破産者マップに関して問題点を指摘し、またサイト運営者の主張を批判した。

## 個人情報保護委員会による行政指導
政府の個人情報保護委員会が「破産者マップ」運営者に対し「本人の同意を得ないで個人データを第三者に提供してはならない」などの規定に違反するおそれがあるとして、行政指導を行った。これを受け、同月19日に運営者から「サイトを閉鎖する」との連絡があり、破産者マップのサイトは閉鎖された。

## 運営者に対する損害賠償訴訟
2021年9月24日、破産者マップに氏名や住所を掲載されてプライバシーと名誉を侵害されたとして、破産者2人がサイト運営者に計22万円の損害賠償を求める訴訟を同年8月5日付で東京地方裁判所に起こしたことが明らかになった。提訴に時間を要した理由として、運営者の特定に時間がかかったことに加え、発信者情報開示により運営者を特定したものの当人が日本にいない時期があったこと、また報復などの恐れもあり原告となってくれる協力者を探すのにも時間がかかったことが挙げられている。第1回口頭弁論で被告の運営者は出廷しなかったが、答弁書を通じて請求棄却を求めるとともに請求原因が間違っていると主張し、争う意思を示した。

## 類似事件
その後、破産者マップ同様に破産者のデータを提供するwebサイトは複数現れており、令和2年7月29日、令和4年3月23日に個人情報保護委員会からサイトの運営者に停止命令が出されている。

### 新・破産者マップ
2022年6月20日、同様のサイトが「新・破産者マップ」の名で公開されていたことが発覚。新・破産者マップの運営者はサイトについて海外で運営しているため、現地の法律が適用されると記載しており、日本の法律で削除はできないことをアピールしている。また運営者は情報の削除に6〜12万円の支払いを要求している。
個人情報保護委員会は、新・破産者マップが公開されたことについて、詳細についてはコメントを控えたが事実確認の上で適切に対処したいとコメントした。
個人情報保護委員会は2022年7月と11月にサイト停止命令を出したが、その後もサイトは閉鎖されなかった。2023年1月11日、個人情報保護委員会は、個人情報保護法に基づいて当該サイト運営者を警視庁に刑事告発したことを発表した。ただし告発時点において、運営者の特定には至っていない